# قاقم دورنگ راه‌راه
قاقم دورنگ راه‌راه (نام علمی: Ictonyx striatus) نام یک گونه از سرده قاقم‌های دورنگ راه‌راه است.